# 禁反言の法理
禁反言の法理（きんはんげんのほうり、英語：estoppel、エストッペル）とは、一方の自己の言動（または表示）により他方がその事実を信用し、その事実を前提として行動（地位、利害関係を変更）した他方に対し、それと矛盾した事実を主張することを禁ぜられる、という法である。
「禁反言の原則」「エストッペルの法則」とも呼ばれる。
主に商法または訴訟の場面において適用されるが、多くの場合は商法においては契約の有効性が、訴訟の過程においては権能の範囲が論点であり、このため直ちに禁反言であるとは言えない。